# Engel im Fegefeuer
Engel im Fegefeuer ist ein Spielfilm der DEFA von Herrmann Zschoche aus dem Jahr 1965.

## Handlung
November 1918 im Ruhrgebiet. Die hungernden Menschen sind des Krieges müde. Zu einer verschworenen Gemeinschaft von 13-Jährigen gehört Achim Wolters, ein gottesfürchtiger Untertan seiner Majestät. In einer gemeinsamen Aktion stehlen die Kinder auf dem Markt Kartoffeln, um Achims Vater, der Heizer auf einem Minensuchboot ist und auf Urlaub kommt, mit einer guten Mahlzeit zu empfangen. Auf der Flucht vor der Polizei verstecken sie ihr wertvolles Diebesgut auf einer naheliegenden Halde. Der kriegsversehrte Tischler Stelzebein gibt ihnen zusätzlich noch ein Alibi, obwohl dieser selbst die Polizei fürchten muss. Denn er versteckte auf der gleichen Halde, die von Soldaten in die Heimat geschmuggelten Waffen und die Munition, die zur Unterstützung der zu erwartenden Revolution benötigt werden.
Doch der Vater bleibt aus. Ein Spitzel hat den Matrosen auf dem Bahnhof wegen kritischer Äußerungen der Polizei ausgeliefert. Bei seiner Durchsuchung findet die Polizei ebenfalls geschmuggelte Munition, die er in einem Paar Stiefel, die für seinen Sohn gedacht waren, versteckt hatte. Achim hört vom Pfarrer von der Verhaftung und betet auf dessen Anraten für die Freilassung des Vaters, aber als auch die drei zusätzlich entzündeten Opferkerzen seinen Vater nicht zurückbringen, ist er sehr enttäuscht. Und trotzdem glaubt der gottesfürchtige Junge dem Tischler Stelzebein nicht, der meint, man könne sich nur selbst helfen. Erst als Achim im Gefängnis die Schikanen gegen den Vater miterlebt und außerdem sieht, wie brutal die kaiserliche Polizei gegen die Frauen aus der Munitionsfabrik vorgeht, schlägt er sich mit seinen Freunden auf Stelzebeins Seite. Gemeinsam holen sie von der Halde ein Maschinengewehr und befreien mit anderen Demonstranten die Gefangenen aus dem Gefängnis. Die Revolution beginnt.

## Produktion
Engel im Fegefeuer wurde von der Künstlerischen Arbeitsgruppe „60“ unter dem Arbeitstitel Der Bote Lenins in Schwarzweiß gedreht und hatte am 4. April 1965 im Berliner Kino Babylon Premiere.

## Kritik
Bei Peter Lux vom Neuen Deutschland hinterließ der Film, der unverständlicherweise in einer Kindervorstellung gezeigt wurde, einen starken Eindruck: „Was fünf Arbeiterkinder — im Widerstreit zwischen Hunger und moralischem Gebot, historischer Realität und schulmeisterlichem Können, naivem Glauben und gesundem Klasseninstinkt — in den ersten Novembertagen des Jahres 1918 erleben, wie sie beginnen, Fragen nach dem Wesen der Dinge zu stellen und Lebensfragen handelnd zu beantworten, das ist hier nach einem Drehbuch von Edith und Walter Gorrish künstlerisch anspruchsvoll ins Bild gesetzt. Der Regie Herrmann Zschoches ist vor allem die hervorragende Führung der in den Hauptrollen agierenden Kinder zu danken.“
H.U. schrieb in der Neuen Zeit: „Der begabte junge Regisseur Herrmann Zschoche hat zusammen mit dem Kameramann Günter Ost die(se) Konzeption der Autoren optisch sehr eindringlich gestaltet, in Bildern, in denen die graue Traurigkeit wolkenverhangener Herbsttage, die graue Düsternis des Kriegselends in der Heimat und die graue Armut einer Stadtrandgegend zu bedrückender Stimmung werden und in denen den Gegenständen oft ein aussagekräftiger Symbolwert innewohnt.“